# 扶桑町立山名小学校
扶桑町立山名小学校（ふそうちょうりつ やまなしょうがっこう）は、愛知県丹羽郡扶桑町大字南山名にある公立の小学校。

## 校区
- 扶桑町北部（山那、小淵、大門、森、前野、野田、西村、寺前、中村住宅、扶桑紡績）が校区である。公立中学校に進学する場合は、扶桑町立扶桑北中学校に進学する。

## 沿革
- 1873年（明治6年）
  - 11月 - 涵養学校が開校。南山名村、高木村、中般若村、下般若村の児童が通学する。
  - 12月 - 啓明学校が開校。上野村、木津村、北山那村の児童が通学する。
- 1872年（明治8年） - 岩手村と北山名村が合併し、山那村となる。
- 1879年（明治12年）2月 -
  - 涵養学校が南山那学校、啓明学校が北山那学校に改称する。木津村、上野村が北山那学校から高雄学校に移る。
  - 岩淵学校が開校。小淵村、山那村（岩手）の児童が通学する。
- 1887年（明治20年）
  - 4月 - 南山那学校、北山那学校、岩淵学校を統合し、尋常小学山那学校となる。龍泉寺[注釈 1]を校舎とする。
  - 8月 - 中般若村、下般若村が尋常小学山那学校校区から尋常小学和田勝佐学校校区に移る
- 1889年（明治22年）
  - 2月 - 龍泉寺が火災により、一部の建物（山門、土蔵）を除き焼失する[注釈 2][1]。
  - 10月 - 山那村と南山名村が合併し、山名村が発足。同時に山名尋常小学校に改称する。
  - 10月 - 小淵に校舎を新築し、移転。
- 1899年（明治32年）5月 - 南山名に校舎を新築し、移転。
- 1906年（明治39年）10月1日 - 山名村、豊国村、高雄村の一部、柏森村の一部と合併し、扶桑村が発足。
- 1907年（明治40年）5月 - 扶桑第三尋常小学校に改称する。
- 1920年（大正9年） - 校舎を増築する。
- 1941年（昭和16年）4月1日 - 山名国民学校に改称する。
- 1947年（昭和22年）4月1日 - 扶桑村立山名小学校に改称する。
- 1951年（昭和26年）5月 - 北校舎が完成する。
- 1952年（昭和27年）8月1日 - 町制を施行して扶桑町となる。同時に扶桑町立山名小学校に改称する。
- 1958年（昭和33年）12月 - 南校舎（第一校舎・第二校舎）が完成する。
- 1971年（昭和46年）12月 - 新校舎（鉄筋コンクリート造3階建）が完成する。
- 1976年（昭和51年）2月 - 防音校舎が完成する。
- 1978年（昭和53年）2月 - 木造校舎（北校舎・南校舎）を取り壊す。
- 1979年（昭和54年）2月 - 防音校舎を増築する。
- 1983年（昭和58年）12月 - 南館特別教室（鉄筋コンクリート造2階建）が完成する。
- 1993年（平成5年）10月 - 体育館（公民館併設）が完成する。
- 2003年（平成15年）3月 - プールが完成する。
- 2005年（平成17年）4月 - 3学期制から2学期制に変更する。

## 交通アクセス
- 名鉄犬山線扶桑駅下車、徒歩約35分。
- 名鉄犬山線木津用水駅下車、徒歩約35分。

## 周辺施設
- 扶桑町立扶桑北中学校
- 山那神社
- イオンモール扶桑
- 木曽川扶桑緑地公園